# A8 (Algorithmus)

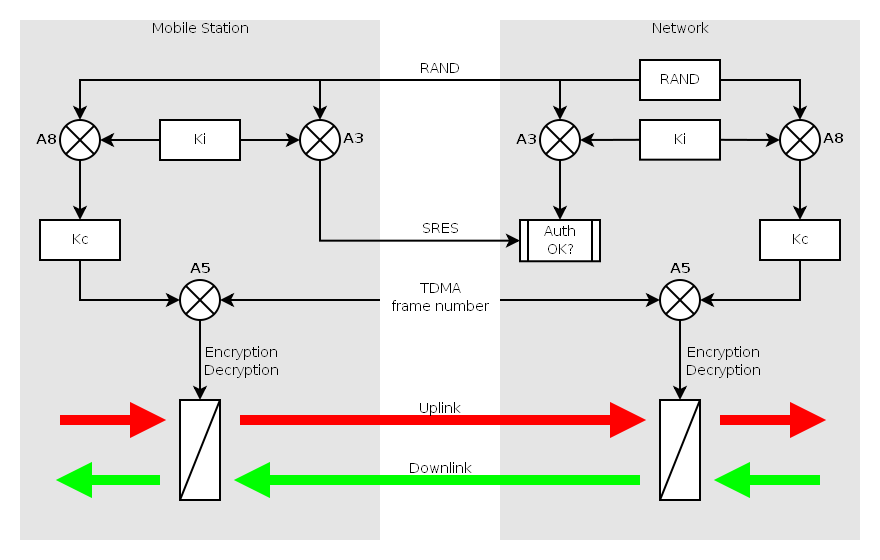
Zusammenhang zwischen A3, A5 und A8

Der Schlüsselerzeugungsalgorithmus A8 berechnet in GSM-Netzen aus dem geheimen Teilnehmerschlüssel Ki (128 bit) und einer Zufallszahl RAND (128 bit) den Schlüssel Kc (64 bit). Der Kc wird für den Verschlüsselungsalgorithmus A5 zur Verschlüsselung der Luftschnittstelle verwendet. Der A8 ist sowohl im Authentication Center (AuC) als auch auf der SIM des Teilnehmers implementiert.
Der Algorithmus ist nicht in GSM standardisiert und kann in geeigneter Weise vom Netzbetreiber gewählt werden. Die Schnittstelle für den Algorithmus hingegen ist standardisiert. Gleichwohl gibt es Beispielimplementationen von der Mobilfunknetzbetreibervereinigung GSMA, die als COMP128 bekannt sind. Da der Authentisierungsalgorithmus A3 und der A8 dieselben Eingangsparameter haben, werden diese häufig zusammen implementiert und als A3/A8 bezeichnet.